# سنت لوئیس (ویرجینیا)
سنت لوئیس (به انگلیسی: Saint Louis) یک منطقهٔ مسکونی در ایالات متحده آمریکا است که در شهرستان لادن، ویرجینیا واقع شده‌است.